# Алессандро Мінуто-Ріццо
Алессандро Мінуто-Ріццо (італ. Alessandro Minuto-Rizzo; нар. 10 вересня 1940, Рим) — італійський дипломат, заступник генерального секретаря НАТО у 2001–2007 рр., який виконував обов'язки генерального секретаря НАТО з 17 грудня 2003 року по 1 січня 2004 року у проміжку між каденціями Джорджа Робертсона та Яапа де Гооп Схеффера.
В ході російсько-української війни 2014 року як приватна особа неодноразово висловлював проросійську позицію, не визнаючи агресивність російської політики та висловлюючись проти військової підтримки української сторони з боку НАТО.

## Біографія
Юрист за освітою, Мінуто-Ріццо поступив на дипломатичну службу в Міністерстві закордонних справ Італійської Республіки у 1969 році. Посідав керівні пости в дипломатичній службі, у італійській оборонній промисловості та космічній галузі, як посол представляв Італію у міжнародних організаціях.
У 2008—2012 рр професор Вільного міжнародного університету соціальних студій в Римі (LUISS), спеціалізувався з предмету «Безпекові та оборонні політики в Європейському союзі». Автор книг «Дорога в Кабул, міжнародне співтовариство і криза в Центральній Азії» (італ. "La strada per Kabul, la comunità internazionale e le crisi in Asia Centrale") та «На політичному шляху без карт, між різноманіттям і майбутнім в регіоні Великого Близького Сходу» (італ. "Un viaggio politico senza mappe, fra diversità e futuro nel Grande Medio Oriente").

## Погляди на відносини між НАТО та Україною
За підсумками засідання комісії Україна-НАТО, яке відбулося 22 листопада 2002 року в Празі в межах саміту Альянсу, коментуючи прийняття плану дій і плану цілей України й Північноатлантичного Альянсу на 2003 рік, Алессандро Мінуто-Ріццо заявив, що керівництво НАТО закликає Україну провести більш енергійні реформи зі зміцнення демократії, верховенства права, дотримання прав людини і ринкової економіки.
8 травня 2014 року в інтерв'ю російському телеканалу Russia Today Мінуто-Ріццо пояснив конфлікт у відносинах Росії та НАТО тим, що, з точки зору НАТО, Росія не виявляє достатньої поваги до державного суверенітету України, водночас Росія вважає, що «НАТО не визнає її легітимний історичний інтерес в Україні». На питання, чи вважає він, що Росія хоче інкорпорувати Україну, Мінуто-Ріццо відповів «ні, особисто я в це не вірю».
2 червня 2014 року на медіа-форумі в Астані Мінуто-Ріццо дав інтерв'ю іранській газеті Tehran Times, в якому заявив, що необхідно поважати незалежність України і що міжнародне співтовариство має допомогти Україні стати стабільною державою. «Україна є новою державою, яка ще не стабілізувалася. Вона повинна знайти свій власний баланс. Треба дати спокій українському народу, щоб він визначився із своїми інтересами. Я не думаю, що повинно бути будь-яке втручання, або Росії, або інших» — сказав він. На питання, як подолати кризу в Україні, Мінуто-Ріццо відповів: «У мене є дуже, дуже легка відповідь на це питання. Шляхом переговорів, на основі компромісу. Це єдиний спосіб вийти з кризи. Чого слід уникати, так це використання сили». Також він висловив сумнів, що Україну найближчим часом буде запрошено до НАТО, але наголосив, що перш за все самі українці мають визначитися, чи хочуть вони бути частиною НАТО.